# Stonewall, Texas
Stonewall là một nơi ấn định cho điều tra dân số (CDP) thuộc quận Gillespie, tiểu bang Texas, Hoa Kỳ. Năm 2010, dân số của nơi này là 505 người.

## Dân số
- Dân số năm 2000: 469 người.
- Dân số năm 2010: 505 người.